# Józef Dwernicki

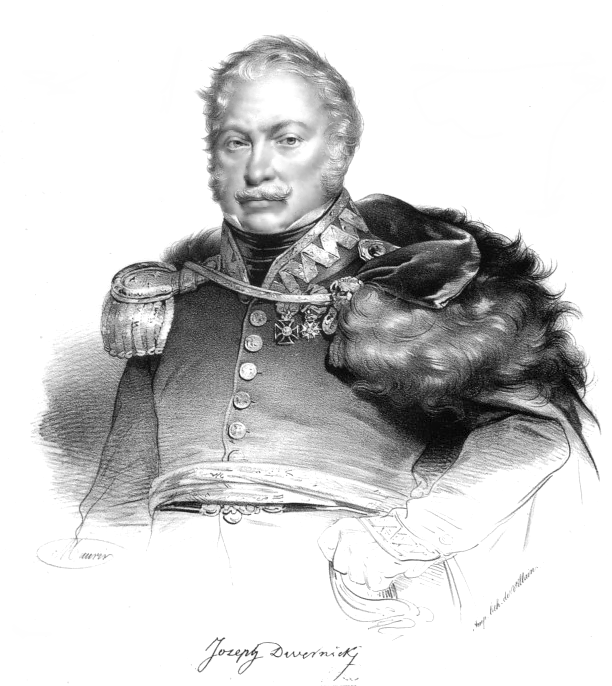
Litografía de Józef Dwernicki.

Józef Dwernicki fue un general polaco nacido en Varsovia el 19 de marzo de 1779 y fallecido en Lopatyn (actual Ucrania) el 22 de septiembre de 1857. Estuvo al servicio militar de Napoleón Bonaparte, que le otorgó la Legión de honor y en 1830 tomó parte en la Insurrección de Noviembre en Polonia, asumiendo el control de una división de caballería.
El 14 de febrero de 1831 participó junto al general Teodor Geismar en la Batalla de Stoczek contra los ejércitos rusos enviados para sofocar la insurrección polaca. Los rusos quedaron atrapados entre la artillería del mariscal Dybich y la caballería de Dwernicki, forzando su retirada. Fue la primera victoria polaca en la guerra contra los rusos y consiguió elevar la moral de los insurrectos, pero no consiguió detener la superioridad militar y de recursos del ejército ruso.
Al fracasar la insurrección, se exilió en Francia, donde se casó en segundas nupcias con Marie-Louise Aline Broc, hija del pintor Jean Broc. Posteriormente viajó a Londres. En 1848, en plena efervescencia revolucionaria y acompañado de su esposa y su suegro, regresó a Polonia.
- Datos: Q572132
- Multimedia: Józef Dwernicki / Q572132